# Пиљаковац (Владичин Хан)
Пиљаковац је археолошко налазиште у месту Кржинце, код Владичиног Хана, на речној тераси, недалеко од ушћа потока Геман у Јужну Мораву. Приликом рекогносцирања терена 1964. године констатовани су фрагменти керамике која припада највероватније бронзаном добу. Екипа стручњака Народног музеја у Београду извршила је рекогносцирање је и 2002. године на траси ауто-пута Е70. Заштитна сондажна ископавања изведена су 2003. године.
Током археолошких истраживања констатовани су остаци праисторијског насеља и мање средњовековне насеобине. На локалитету су констатована четири културна слоја:
- слој са керамиком карактеристичном за крај развијеног бронзаног доба, 14. век п. н. е. - 13. век п. н. е. у коме се јављају следећи облици: крушколики пехари, мање биконичне зделе разгрнутог обода, коничне шоље, неукрашене крушколике амфоре са четири вертикалне дршке симетрично распоређене на трбуху. Откривени су и стругачи, сечива и бронзана игла.
- слој са керамиком прелазног периода, односно слој који обухвата период од 12. до 10. века п. н. е. са полираном керамиком. Од облика карактеристичне су полирана, а од облика карактеристичне су зделе, амфоре, пехари и крчази.
- слој са остацима објеката датованих у гвоздено доба. Од керамичких облика присутни су амфоре, шоље и пехари, декорисани мотивом »« или канеловањем.
- слој са средњовековном керамиком датованом у 10. и 11. век[1].